# Chingia sambasensis
Chingia sambasensis är en kärrbräkenväxtart som beskrevs av Holtt. Chingia sambasensis ingår i släktet Chingia och familjen Thelypteridaceae. Inga underarter finns listade.